# بويين (مقاطعة فومن)
بويين (بالفارسية: بویین) هي قرية تقع في غيلان في إيران. يقدر عدد سكانها بـ 529 نسمة بحسب إحصاء 2016.